# نیمه تاریک وجود
کتاب نیمه تاریک وجود اثر دبی فورد و در ژانر موفقیت و خودیاری است. دبی فورد در این کتاب از زاویه‌های پنهان در وجود هر فرد صحبت می‌کند که معمولاً افراد سعی در پوشاندن آن‌ها از چشم دیگران دارند. این کار نوعی واکنش دفاعی است تا دیگران ضعفشان را نبینند. اما دبی فورد در این کتاب می‌گوید با قبول و پذیرش این نیمه‌های تاریک، می‌توان به یک‌پارچگی رسید و با جریان زندگی هماهنگ شد.
این کتاب را انتشارات کلک آزادگان به صورت چاپی، الکترونیکی و صوتی به زبان فارسی منتشر کرده است.